# レギオナルリーガ・ヴェスト
レギオナルリーガ・ヴェスト（独: Regionalliga West）は、ドイツ・ノルトライン＝ヴェストファーレンにおけるアマチュアサッカーリーグである。
全18クラブで構成されている。

## 歴史
レギオナルリーガ・ヴェストは1963年に西ドイツリーグ2部を構成として創設。
1974年、ブンデスリーガ2部を新設されるためレギオナルリーガ・ヴェストを廃止。
1994年、リーグ再編により再びレギオナルリーガ・ヴェストが設定され、ブンデスリーガ1部・2部に次ぐ3番目のリーグとなった。
2000年、北部と南部の2ブロック制に減らすため再び廃止。
2008年、3.リーガ新設し再びレギオナルリーガ・ヴェストは4部リーグとなる。

## 所属クラブ
2024-25シーズン
| クラブ （原語表記）                                                                          | ホームタウン                 | ホームスタジアム （ホームゲーム開催予定のスタジアム） | 収容人数 | 前年度成績                                 |
| -------------------------------------------------------------------------------------------- | ---------------------------- | ----------------------------------------------------- | -------- | ------------------------------------------ |
| MSVデュースブルク （Meidericher Spielverein 02 e.V. Duisburg）                               | デュースブルク               | シャウインスラント＝ライゼン＝アレーナ                | 31,502   | 3. リーガ18位                              |
| 1.FCボホルト （1. Fußballclub Bocholt 1900 e.V.）                                            | ボホルト                     | シュタディオン・アム・ヒュンティング                  | 3,576    | 2位                                        |
| ヴッパーターラーSV （Wuppertaler Sportverein e.V.）                                          | ヴッパータール               | シュタディオン・アム・ツォー                          | 23,067   | 3位                                        |
| SCフォルトゥナ・ケルン （Sport-Club Fortuna Köln 1920 e.V.）                                 | ケルン                       | ズュートシュタディオン                                | 11,748   | 4位                                        |
| シャルケ04 II （Fußballclub Gelsenkirchen-Schalke 04 e.V. II）                               | ゲルゼンキルヒェン           | パルクシュタディオン                                  | 2,999    | 5位                                        |
| 1.FCケルンII （1. Fußball-Club Köln 01/07 e.V. II）                                          | ケルン                       | フランツ＝クレーマー＝シュタディオン                  | 5,457    | 6位                                        |
| SCロート＝ヴァイス・オーバーハウゼン （SC Rot-Weiß Oberhausen-Rheinland e.V.）               | オーバーハウゼン             | シュタディオン・ニーダーライン                        | 17,165   | 7位                                        |
| SVレーディングハウゼン （Sportverein Rödinghausen e.V.）                                     | レーディングハウゼン         | ヘッカー＝ヴィーエンシュタディオン                    | 3,140    | 8位                                        |
| 1.FCデューレン （1. Fußballclub Düren e.V.）                                                 | デューレン                   | ヴェストカンプフバーン                                | 6,000    | 9位                                        |
| SCヴィーデンブリュック （Sport-Club Wiedenbrück e.V.）                                       | レーダ＝ヴィーデンブリュック | ヤーンシュタディオン                                  | 3,000    | 10位                                       |
| フォルトゥナ・デュッセルドルフII （Düsseldorfer Turn- und Sportverein Fortuna 1895 e.V. II） | デュッセルドルフ             | パウル＝ヤーネス＝シュタディオン                      | 7,200    | 11位                                       |
| ボルシア・メンヒェングラートバッハII （Borussia Verein für Leibesübungen 1900 e.V. II）      | メンヒェングラートバッハ     | グレンツラントシュタディオン                          | 10,000   | 12位                                       |
| FCギュータースロー （Fußball-Club Gütersloh e.V.）                                           | ギュータースロー             | オーレンドルフ・シュタディオン・イム・ハイデヴァルト  | 8,400    | 13位                                       |
| SCパーダーボルン07 II （SC Paderborn 07 e.V. II）                                            | パーダーボルン               | ホーム・デラックス・アレーナ                          | 15,000   | 14位                                       |
| SVアイントラハト・ホーケッペル （Sportverein Eintracht Hohkeppel e.V.）                      | ホーケッペル                 | アヒム・ラマーズ・ヴァルトシュタディオン              | 2.500    | ミッテルラインリーガ1位                    |
| シュポルトフロインデ・ロッテ （Verein für Laufspiele Sportfreunde Lotte e.V.）               | ロッテ                       | シュタディオン・アム・ロッター・クロイツ              | 10.059   | ヴェストファーレン1位                      |
| トゥルクスポル・ドルトムント （Türkspor Dortmund 2000 e. V.）                                | ドルトムント                 | ハーゲン・イシュラント・シュタディオン                | 16.500   | ヴェストファーレン2位 入替戦勝利により昇格 |
| KFCユルディンゲン05 （Krefelder Fußballclub Uerdingen 05 e.V.）                              | クレーフェルト               | グローテンブルク＝シュタディオン                      | 34,500   | ニーダーライン3位                          |

## 歴代昇格クラブ
- 太字は昇格を果たしたクラブ

| シーズン  | 1位                                  | 2位                                  | 3位                                  |
| --------- | ------------------------------------ | ------------------------------------ | ------------------------------------ |
| 1963-64   | アレマニア・アーヘン                 | ヴッパーターラーSV                   | フォルトゥナ・デュッセルドルフ       |
| 1964-65   | ボルシア・メンヒェングラートバッハ   | アレマニア・アーヘン                 | フォルトゥナ・デュッセルドルフ       |
| 1963-64   | フォルトゥナ・デュッセルドルフ       | ロートヴァイス・エッセン             | アレマニア・アーヘン                 |
| 1966-67   | アレマニア・アーヘン                 | ETBシュヴァルツ・ヴァイスエッセン    | アルミニア・ビーレフェルト           |
| 1967-68   | バイエル・レバークーゼン             | ロートヴァイス・エッセン             | SCロートヴァイス・オーバーハウゼン   |
| 1968-69   | SCロートヴァイス・オーバーハウゼン   | ロートヴァイス・エッセン             | VfLボーフム                          |
| 1969-70   | VfLボーフム                          | アルミニア・ビーレフェルト           | ヴッパーターラーSV                   |
| 1970-71   | VfLボーフム                          | フォルトゥナ・デュッセルドルフ       | ヴッパーターラーSV                   |
| 1971-72   | ヴッパーターラーSV                   | ロートヴァイス・エッセン             | SCフォルトゥナ・ケルン               |
| 1972-73   | ロートヴァイス・エッセン             | SCフォルトゥナ・ケルン               | KFCユルディンゲン05                  |
| 1973-74   | SGヴァッテンシャイト                 | SCロートヴァイス・オーバーハウゼン   | KFCユルディンゲン05                  |
| 1994-95   | アルミニア・ビーレフェルト           | SCフェール                           | FSVザルムロール                      |
| 1995-96   | FCギュータースロー                   | ロートヴァイス・エッセン             | FC 08 ホンブルク                     |
| 1996-97   | SGヴァッテンシャイト                 | SCロートヴァイス・オーバーハウゼン   | 1.FCザールブリュッケン               |
| 1997-98   | SCロートヴァイス・オーバーハウゼン   | SFジーゲン                           | FC 08 ホンブルク                     |
| 1998-99   | アレマニア・アーヘン                 | SVアイントラハト・トリーア           | SFジーゲン                           |
| 1999-2000 | 1.FCザールブリュッケン               | ロート・ヴァイス・アーレン           | SFジーゲン                           |
| 2008-09   | ボルシア・ドルトムント II            | 1.FCカイザースラウテルンII           | 1.FCケルンII                         |
| 2009-10   | 1.FCザールブリュッケン               | シュポルトフロインデ・ロッテ         | VfLボーフムII                        |
| 2010-11   | SCプロイセン・ミュンスター           | SVアイントラハト・トリーア           | シュポルトフロインデ・ロッテ         |
| 2011-12   | ボルシア・ドルトムント II            | シュポルトフロインデ・ロッテ         | ボルシア・メンヒェングラートバッハII |
| 2012-13   | シュポルトフロインデ・ロッテ         | SCフォルトゥナ・ケルン               | シャルケ04 II                        |
| 2013-14   | SCフォルトゥナ・ケルン               | シュポルトフロインデ・ロッテ         | SCロートヴァイス・オーバーハウゼン   |
| 2014-15   | ボルシア・メンヒェングラートバッハII | アレマニア・アーヘン                 | FCヴィクトリア・ケルン               |
| 2015-16   | シュポルトフロインデ・ロッテ         | ボルシア・メンヒェングラートバッハII | FCヴィクトリア・ケルン               |
| 2016-17   | FCヴィクトリア・ケルン               | ボルシア・ドルトムント II            | ボルシア・メンヒェングラートバッハII |
| 2017-18   | KFCユルディンゲン05                  | FCヴィクトリア・ケルン               | ヴッパーターラーSV                   |
| 2018-19   | FCヴィクトリア・ケルン               | SCロートヴァイス・オーバーハウゼン   | SVレーディングハウゼン               |
| 2019-20   | SVレーディングハウゼン               | SCフェール                           | ロートヴァイス・エッセン             |
| 2020-21   | ボルシア・ドルトムント II            | ロートヴァイス・エッセン             | SCプロイセン・ミュンスター           |
| 2021-22   | ロートヴァイス・エッセン             | SCプロイセン・ミュンスター           | ヴッパーターラーSV                   |
| 2022-23   | SCプロイセン・ミュンスター           | ヴッパーターラーSV                   | ボルシア・メンヒェングラートバッハII |
| 2023-24   | アレマニア・アーヘン                 | 1.FCボホルト                         | ヴッパーターラーSV                   |